# Juan Alfredo Torres
Juan Alfredo Torres González (Zapopan, 31 maggio 1931 – Guadalajara, 10 novembre 2022) è stato un calciatore messicano, di ruolo attaccante.

## Carriera

### Nazionale
Con la nazionale messicana ha preso parte ai Mondiali 1954.

## Palmarès

### Club

#### Competizioni nazionali
- Coppa del Messico: 1

Atlas: 1961-1962